# Jaroměřice nad Rokytnou
Jaroměřice nad Rokytnou är en stad i Tjeckien.   Den ligger i regionen Vysočina, i den sydöstra delen av landet, 150 km sydost om huvudstaden Prag. Jaroměřice nad Rokytnou ligger 423 meter över havet och antalet invånare är 4 171.
Terrängen runt Jaroměřice nad Rokytnou är huvudsakligen platt. Jaroměřice nad Rokytnou ligger nere i en dal.Runt Jaroměřice nad Rokytnou är det ganska glesbefolkat, med 24 invånare per kvadratkilometer. Närmaste större samhälle är Třebíč, 13,4 km norr om Jaroměřice nad Rokytnou. Trakten runt Jaroměřice nad Rokytnou består till största delen av jordbruksmark.